# Tymora
Tymora è una divinità immaginaria appartenente all'ambientazione Forgotten Realms per il gioco di ruolo fantasy Dungeons & Dragons. È una divinità intermedia del pantheon faerûniano.
Il suo simbolo è una moneta d'argento con il volto di Tymora circondato da trifogli.
Tymora è la dea della Fortuna. Gentile e amichevole, ama scherzare e il più delle volte riesce a fare andare le cose in modi a lei vantaggiosi.
Protegge gli impavidi e coloro che si mettono in gioco per seguire i propri sogni, aiutandoli a realizzarli.
Tymora si oppone principalmente a Beshaba, sua sorella gemella e dea della Sfortuna. Entrambe sono nate dalla distruzione di Tyche, la precedente dea della Fortuna, e da allora sono in lotta fra loro.
È amica di quasi tutte le divinità buone di Faerûn e, oltre alla sorella malvagia, annovera tra i suoi nemici Loviatar e Bane.